# Anschlussnutzungsvertrag
Der Anschlussnutzungsvertrag ist in der deutschen Elektrizitätswirtschaft ein Vertrag zwischen dem Anschlussnutzer und dem Netzbetreiber. 
Anschlussnutzer ist nach der Begriffsbestimmung (§1 Abs. 3 NAV) jeder Letztverbraucher der im Rahmen des Anschlussnutzungsverhältnisses einen Anschluss an das Niederspannungsnetz zur Entnahme von Elektrizität nutzt.
Anschlussnutzer ist z. B. der Mieter eines Objektes, er muss nicht gleichzeitig der Eigentümer (Anschlussnehmer) sein. Der Anschlussnehmer schließt mit dem Netzbetreiber zusätzlich einen Netzanschlussvertrag ab.
Der Anschlussnutzungsvertrag beinhaltet u. a. die Anschrift der Anschlussstelle, die Spannungsebene und die Zählpunktbezeichnung. Er regelt u. a. die Haftung bei Störung und Unterbrechung, die Grundstücksbenutzung und die Art der Messung und Zählung. Für Kunden, die in Niederspannung angeschlossen sind (d. h. alle Haushalts- und Kleingewerbekunden) sind die Anschlussnutzungsbedingungen in der Niederspannungsanschlussverordnung vom 1. November 2006 einheitlich gesetzlich geregelt. Einen Anschlussnutzungsvertrag müssen diese Kunden nicht abschließen. Das Anschlussnutzungsverhältnis beginnt mit der Entnahme von Energie, d. h. z. B. mit Einschalten des Lichtes. Kunden in Niederspannung sollten sich bei Einzug lediglich beim örtlichen Netzbetreiber anmelden.
Der Anschlussnutzungsvertrag beinhaltet lediglich das Recht zur Nutzung des Netzanschlusses zur Entnahme von Elektrizität. Er regelt nicht die Belieferung des Anschlussnutzers (Kunden) mit Strom noch den Zugang zu den Versorgungsnetzen, so dass hierfür auch keine Entgelte anfallen. Zur Belieferung mit Strom schließt der Anschlussnutzer (Kunde) einen Stromliefervertrag mit einem Stromhändler (Lieferant) ab.